# Фредрік Юнссон
Фредрік Юнссон (швед. Fredrik Jonsson; нар. 28 березня 1977) — колишній шведський тенісист.
Найвищу одиночну позицію світового рейтингу — 108 місце досяг 17 липня 2000, парну — 458 місце — 4 жовтня 1999 року.
Найвищим досягненням на турнірах Великого шолома було 3 коло в одиночному розряді.
Завершив кар'єру 2004 року.